# Timierżan Kalimulin
Timierżan Midchatowicz Kalimulin (ros. Тимержан Мидхатович Калимулин; ur. 24 września 1961, zm. 24 czerwca 2016) – radziecki zapaśnik walczący w stylu klasycznym. Srebrny medalista mistrzostw świata w 1986. Mistrz Europy w 1986. Pierwszy w Pucharze Świata w 1985. Wicemistrz świata juniorów w 1981. Mistrz ZSRR w 1986; drugi w 1983 i 1988; trzeci w 1984, 1985 i 1987 roku.